# بالو (أرومية)
بالو هي قرية في مقاطعة أرومية، إيران. عدد سكان هذه القرية هو 10,524 في سنة 2006.